# Cerithiopsis barleii
Cerithiopsis barleii är en snäckart som först beskrevs av John Gwyn Jeffreys 1867.  Cerithiopsis barleii ingår i släktet Cerithiopsis, och familjen Cerithiopsidae. Arten är reproducerande i Sverige.